# Erupción freática

Esquema de una erupción freática

Una erupción freática  es aquella que ocurre cuando el magma de un volcán, cuya temperatura es extrema (600 Cº-1170 Cº), se pone en contacto con el suelo o una superficie que contiene agua, la cual se evapora rápidamente causando una explosión de vapor, agua, ceniza, piedras, etc.

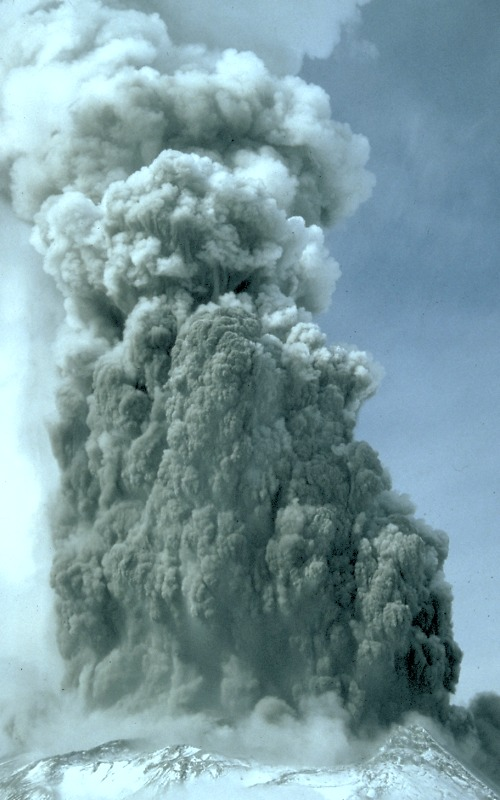
Erupción freática del Monte Santa Helena, Washington, Estados Unidos, en 1980